# كارلي جوليكسون
كارلي جوليكسون (بالإنجليزية: Carly Gullickson)‏ مواليد 26 نوفمبر 1986 في سينسيناتي، هي لاعبة كرة مضرب أمريكية سابقة بدأت مسيرتها كمحترفة سنة 2003 وكانت تلعب باليد اليمنى، اعتزلت اللعب في 2013. كما أنها إحدى بطلات الجراند سلام. أعلى تصنيف لها في الفردي كان المركز الـ 123 في سنة 2009. أعلى تصنيف لها في الزوجي كان المركز الـ 52 في سنة 2006.

## بطولات حققتها
- بطولة أمريكا المفتوحة للتنس

## النهائيات

### الزوجي المختلط: 1 (1–0)
| الحصيلة | السنة | البطولة         | الأرضية | الشريك       | المنافس في النهائي   | النتيجة في النهائي |
| الفوز   | 2009  | أمريكا المفتوحة | صلبة    | ترافيس باروت | كارا بلاك ليندر بايس | 6–2, 6–4           |

## روابط خارجية
- كارلي جوليكسون على موقع رابطة محترفات التنس (الإنجليزية)
- كارلي جوليكسون على موقع الاتحاد الدولي لكرة المضرب (الإنجليزية)
- كارلي جوليكسون على موقع إي إس بي إن.كوم (الإنجليزية)